# 1845
Cette page concerne l'année 1845 (MDCCCXLV en chiffres romains) du calendrier grégorien. Pour l'année 1845 av. J.-C., voir 1845 av. J.-C.
L'année 1845 est une année commune qui commence un mercredi.

## Événements

### Afrique
- 19 mars : début du règne de Amadou Sékou, fils de Sékou Amadou, roi du Macina (fin en février 1853). Après une crise de succession et une révolte des Touareg de la région de Tombouctou réprimée en 1846, il règne sur un pays pacifié et prospère, vivant en bonne intelligence avec ses voisins[1].

- 13 mai, Madagascar : les étrangers sont soumis à la loi malgache par un décret de la reine Ranavalona[2]. Les industriels français Napoléon de Lastelle et Jean Laborde sont intégrés dans l’aristocratie mérina.

- 10 juin : John Duncan, missionné par la Royal Geographical Society britannique, entre à Abomey et reçoit un accueil chaleureux du roi Ghézo[3].
- 13 au 17 juin, Madagascar : action commune sans lendemain des marines de guerre franco-britanniques contre Tamatave (Romain-Desfossés, Kelly)[4].
- 30 juin : compromis de Touwfontein[5] arbitré par les Britanniques entre le roi des Sothos Moschech et les Boers, qui obtiennent des terres évacuées par les Sothos en échange de la reconnaissance de l’autorité de Moschech, du paiement d’une taxe d’exploitation et de la renonciation à d’autres terres.
- 10 août : le Consul de France à Zanzibar (M. Broquant) reçoit la dernière lettre envoyée par l'enseigne de vaisseau Maizan parti explorer l'Afrique tropicale depuis  Zanzibar[6].

- 2 octobre : traité britannico-omani (Atkins Hamerton) interdisant la traite à l’extérieur des possessions de Zanzibar[7] (entré en vigueur en 1847). Le prix des esclaves s’effondre, facilitant l’acquisition d’une main d’œuvre bon marché par les commerçants de la côte.

- Le chef ngoni Zwangendaba (en) fonde sa capitale à Mapupo, près d’Ufipa, dans le sud de la Tanzanie actuelle[8]. Il avait conduit ses guerriers en pays Swazi, Thongas et Shonas où ils s’étaient mêlés à la population, puis franchit le Zambèze jusqu’au Tanganyika[9]. À sa mort en 1845 ou 1848, ses guerriers se dispersent et fondent cinq royaumes et effectuent de nombreuses incursions militaires entre le lac Victoria et le Zambèze[10].

- Entre 1845 et 1860, trois marchands de Zanzibar réussissent à faire la double traversée de l’Afrique, de Bagamoyo à Benguela (atteinte le 3 avril 1852) et de Benguela à Bagamoyo[11].

#### Afrique du Nord

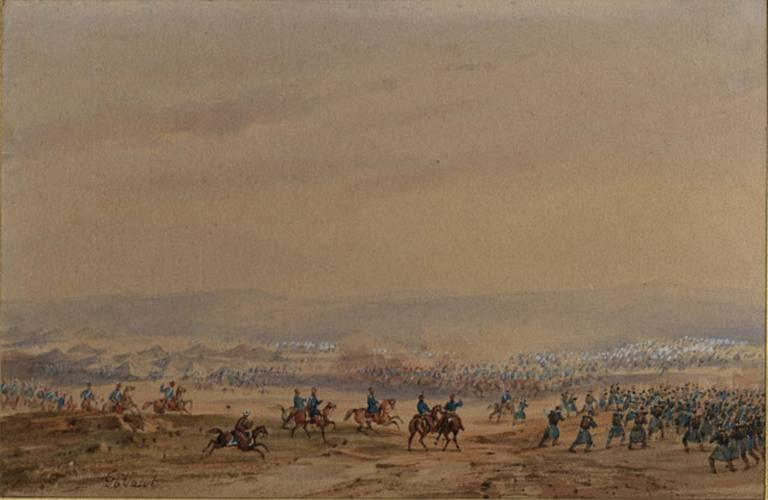
Épisode des guerres d Afrique : Sidi Brahim par Gaspard Gobaut. Abd el-Kader, réfugié au Maroc oriental, s’efforce sans grand succès de réunifier les tribus divisées. Il reçoit le soutien des Kabyles du Djurdjura et dans le sud-ouest, des Ouled Sidi Cheikh et reprend le combat. Le 26 septembre, 5000 de ses hommes anéantissent près de Sidi-Brahim les 430 hommes du lieutenant-colonel de Montagnac. Quelques jours plus tard, un détachement français capitule sans combattre près d’Aïn Témouchent.

- 18 mars : convention de Lalla-Marnia, qui délimite la frontière algéro-marocaine[12].
- 15 avril : ordonnance sur l'administration des possessions françaises en Algérie ; elle limite les pouvoirs du gouverneur ; les territoires conquis sont divisés administrativement en trois provinces, découpées elles-mêmes en territoire civil, arabe et mixte[13].
- Avril[14] : le chérif idrisside Mohammed ibn Abd Allah (surnommé Bu Ma’za) réunit une armée dans le Dahra, prêche la révolte contre l’occupant et regroupe des partisans de plus en plus nombreux. Sidi Bel Abbès et Tlemcen sont menacées. Le 20 avril, il attaque un camp de travailleurs sur la route de Ténès à Orléansville, puis assiège sans succès Orléansville. Son armée est battue près de Ténès le 31 mai, puis chez les Beni-Zéroual le 11 juin[15].

- 1er mai-21 juin : expédition du général Bedeau dans les Aurès[14].
- 6 mai : convention signée à Larache entre le Maroc et l’Espagne sur les frontières de Ceuta[16].
- 18-19 juin : le général Pélissier, couvert par Bugeaud, enfume un millier d’algériens dans les grottes du Dahra[17].

- 8 août : le général de Saint-Arnaud fait emmurer vivant 500 rebelles algériens dans des grottes à Aïn Merane[17].

- 23-25 septembre : victoire d'Abd el-Kader à la bataille de Sidi-Brahim. Une colonne d'environ 400 chasseurs et hussards français venue de Djemma Ghazaouet tombe dans une embuscade. Elle est massacrée par 3 000 cavaliers de l'émir. Son chef, le lieutenant colonel Lucien de Montagnac est tué. Soixante-dix-neuf rescapés se réfugient dans le marabout dit de Sidi-Brahim et résistent pendant trois jours. Seuls douze d'entre eux survivent[18]. Il y a 295 soldats français tués[19].

- 15 octobre : Bugeaud rentre précipitamment de métropole et repart en campagne[20] (1845-1847).
- 18 octobre : Bu Ma’za, battu une première fois le 30 septembre par la cavalerie française, est repoussé à Mostaganem et doit se réfugier dans le Dahra ; très mobile, il propage l’insurrection[20] qui dure de novembre 1845 à juillet 1846.

### Amérique
- 28 février : paix de Ponche Verde au Brésil[21]. La révolution des Farroupilha est écrasée après dix ans de luttes par les armées de Pierre II du Brésil, conduites par le duc de Caxias. La République Juliana rejoint l'empire du Brésil.

- 3 mars : la Floride devient le vingt-septième État de l'Union américaine[22].
- 4 mars : début de la présidence démocrate de James K. Polk aux États-Unis (fin en 1849)[23].

- 19 avril : Ramón Castilla (1797-1867) devient président constitutionnel du Pérou (1845-1851 et 1855-1862). Il fonde la puissance économique du Pérou sur l’exploitation des gisements de guano et de nitrate de soude[24].

- 19 mai : départ de Greenhithe en Angleterre, de l’expédition Franklin destinée à tenter la traversée du passage du Nord-Ouest[25]. Elle est piégée dans les glaces au large de l'île du Roi-Guillaume en septembre 1846 et son équipage disparait.

- 8 août : Aberdeen Act, acte du Parlement britannique autorisant les croiseurs britanniques à capturer et juger les navires négriers brésiliens en contravention avec la convention de 1826 ; le gouvernement brésilien proteste (22 octobre)[26].

- 20 novembre : la marine française et la marine anglaise écrasent la flotte de Rosas, le dictateur argentin, à la bataille de la Vuelta de Obligado. Blocus de Buenos Aires[27].
- 29 décembre : le Texas devient le vingt-huitième État de l'Union américaine. Début de la guerre américano-mexicaine (fin en 1848)[22].

### Asie et Pacifique
- 22 février : la Compagnie anglaise des Indes orientales achète les districts de Serampore, de Tranquebar et de Balasore au roi Christian VIII de Danemark, mettant fin à la présence danoise aux Indes[28].

- 11 mars, Flagstaff War (en) : les Māori, soulevés contre les Britanniques en réaction à la politique de colonisation, incendient la ville de Kororareka[29].

- 24 mars : le ministre japonais Mizuno Tadakuni est destitué[30]. Il doit renoncer à exercer toute charge de daimyo à la suite des accusations de corruption portées contre ses subordonnés.

- Avril : reprise des affrontements entre druzes et maronites au Liban. L’expérience administrative de la Porte au Liban est un échec. Les Européens reprochent à la Porte la lenteur des réformes institutionnelles. En juillet, Chekib Effendi, qui dirige une mission d’enquête ottomane, fait appel à l’armée pour rétablir l’ordre. Le 14 septembre, deux régiments d’infanterie débarquent à Beyrouth[31].

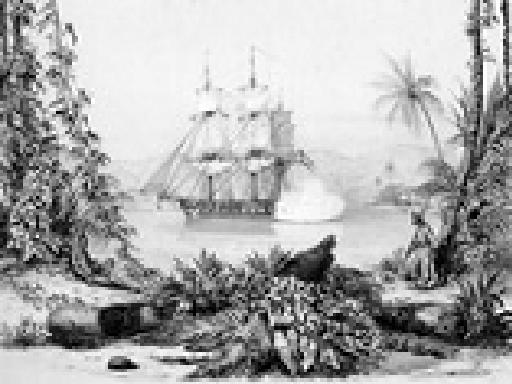
La corvette Galathea aux îles Nicobar en 1846.

- 24 juin, Copenhague : départ de l’expédition autour du monde de la Galathea, commandée par le Danois Steen Bille (fin le 31 août 1847)[32].

- 18 novembre :  George Grey devient gouverneur de Nouvelle-Zélande[33]. Il connaît les coutumes et la langue māori et réussit à ramener le calme en 1846.

- 11 décembre : les Sikhs du Pendjab franchissent la Sutlej. Lord Harding leur déclare la guerre. Ils déposent les armes en février 1846[34].
- 18 décembre : difficile victoire britannique sur les Sikhs à la bataille de Mudki[34].
- Décembre : rencontre de Po Bei. Ang Duong, frère d’Ang Chan, est remis sur le trône du Cambodge[35]. Il s’efforce de reconstruire le pays et tente sans succès de se lier d’amitié avec la France (1853 et 1856).
  - Les Khmer, exaspérés par la politique de vietnamisation, se soulèvent contre l’occupation vietnamienne. Des Vietnamiens sont massacrés dans tout le pays. Vietnamiens et Siamois décident de proclamer Ang Duong roi du Cambodge sous leur double suzeraineté (fin en 1859).

### Europe
- 3 février : Karl Marx, sommé de quitter Paris par Guizot à cause de ses activités révolutionnaires se réfugie à Bruxelles[36]. Il y organise et dirige un réseau de groupes révolutionnaires dispersés à travers l’Europe et connus sous le nom de Comités de correspondance communistes (février 1846)[37].

- 18 mai, Bourges : « abdication » de « Charles V », prétendant au trône d’Espagne, en faveur de son fils Charles-Louis (« Charles VI »)[38].
- 23 mai : constitution[39] calquée sur celle de la monarchie de Juillet en Espagne.
- 29 mai : convention entre la France et le Royaume-Uni, signée à Londres, relative au droit de visite des navires, pour la répression de la traite des Noirs[40]. En 1850, le commandant de la division navale des côtes occidentales d’Afrique, Charles Pénaud, a la mission de l’exécuter.

- 18 et 19 juillet, France : lois Mackau modifiant le statut de droit privé des esclaves et facilitant les affranchissements. Elles prévoient l’abolition de l’esclavage mais ne précisent ni l’échéance ni les modalités[41].
- 23 juillet : en Prusse, le pouvoir met fin à quinze ans de conflit en reconnaissant le droit aux vieux-luthériens de ne pas adhérer à l’Union évangélique du 25 juin 1830[42].

- 1er août : Ľudovít Štúr publie le premier numéro du Journal de la nation slovaque, hebdomadaire politique à tendance démocratique[43].
- 7 août : interdiction du travail de nuit des enfants âgés de moins de douze ans en Russie[44].
- 27 août : promulgation d’un code pénal complet en Russie (criminel et correctionnel)[45].

- 6 septembre : première mention dans la presse de l’apparition du mildiou de la pomme de terre en Irlande[46]. Début de la Grande famine en Irlande. Elle provoque une émigration massive vers l’Amérique (fin en 1848). La population de l’Irlande culmine alors à 8,3 millions d’habitants. À la suite de la famine et de l’émigration, elle tombe à 6,9 millions en 1850 et 6 millions en 1855.
- 8 septembre : seconde visite de la reine Victoria en France, au château d'Eu, dans la résidence estivale du roi Louis-Philippe[47].
- 23 septembre : soulèvement de Rimini contre le pape, réprimé le 27[48].

- 9 octobre : le prêtre anglican John Henry Newman se convertit au catholicisme. Dans son Essai sur le développement de la doctrine chrétienne, il montre les liens des dogmes avec leur contexte historique[49].

- 10 novembre :
  - Soult renonce au ministère de la Guerre[50] pour ne garder que la présidence du Conseil, qui devient progressivement une simple fonction honorifique, le rôle de président du Conseil étant assumé de fait par Guizot. Confronté aux critiques conjuguées des royalistes extrémistes et des républicains, le gouvernement de Guizot devint de plus en plus autoritaire.
  - Mariage de Mademoiselle, sœur unique du « comte de Chambord », avec le prince Charles de Bourbon-Parme[51].

- 11 décembre : crise suisse du Sonderbund (1845-1847). Les cantons catholiques (Schwyz, Uri, Unterwald, Lucerne, Zoug, Fribourg, Valais) forment une ligue séparatiste pour s’opposer aux mesures anticléricales des radicaux[52].
- Décembre : création d’une Société des étudiants de Paris, qui regroupe les futurs animateurs du mouvement national roumain[53].

- Metternich refuse de renforcer l’organisation militaire de la confédération germanique[54].
- Crise économique en France, due à de mauvaises récoltes de céréales aggravées par une maladie touchant la pomme de terre (1845-1846)[55].

## Naissances en 1845
- 10 janvier : Paul Lazerges, peintre français († 21 mai 1902).
- 13 janvier : Félix Tisserand, astronome français († 20 octobre 1896).
- 16 janvier : Henry-Eugène Delacroix, peintre français († 26 avril 1930).
- 30 janvier : Bernard Blommers, peintre et graveur néerlandais († 12 décembre 1914).

- 7 février :
  - Fiodor Ivanovitch Ouspenski, historien russe († 10 septembre 1928).
  - Juan Ortega Rubio, historien espagnol († 28 mars 1921).
- 13 février : Matilde De Fassi, acrobate équestre italo-espagnole († 23 septembre 1918).
- 14 février : Ernest-Auguste Le Villain, peintre paysagiste français († 2 avril 1916).
- 16 février : François-Virgile Dubillard, cardinal français, archevêque de Chambéry († 1er décembre 1914).
- 25 février : Cesáreo Chacaltana Reyes, homme politique péruvien († 14 novembre 1906).

- 3 mars : Georg Cantor, mathématicien allemand († 6 janvier 1918).
- 5 mars : Alphonse Hasselmans, compositeur, harpiste et pédagogue français d'origine belge († 19 mai 1912).
- 10 mars : Alexandre III, empereur de Russie († 1er novembre 1894).
- 13 mars :
  - Jan Niecisław Baudouin de Courtenay, linguiste polonais († 3 novembre 1929).
  - Georges Sauvage, peintre, illustrateur et graveur français († 22 mai 1918).
- 18 mars : Henry Hoʻolulu Pitman, militaire américain († 27 février 1863).
- 19 mars :
  - Pierre Joseph Louis Brugeilles,  avocat, notaire et homme politique français († 8 février 1893).
  - Ramón Allende Padín, médecin et homme politique chilien († 14 octobre 1884).
- 20 mars : Quinto Cenni, peintre, dessinateur et illustrateur italien († 13 août 1917).
- 25 mars : Alphonse Gaudefroy, peintre français († 1936).
- 27 mars : Wilhelm Röntgen, physicien allemand, prix Nobel en 1901 († 10 février 1923).

- 12 avril : Gustaf Cederström, peintre suédois († 20 août 1933).
- 20 avril : Pietro Barucci, peintre italien († 23 février 1917).
- 28 avril : Marquis de Alta Villa, écrivain, avocat, musicien, musicologue, journaliste, escrimeur, tireur sportif et éditeur de presse espagnol († 16 décembre 1909).
- 30 avril : William H. Crane, acteur américain († 7 mars 1928).

- 2 mai : Jean-Marie Cazauran, historien et religieux français († 10 octobre 1910).
- 7 mai : Christian Henri Roullier, peintre et sculpteur français († 3 mars 1926).
- 9 mai : Gustaf de Laval, ingénieur et inventeur suédois († 2 février 1923).
- 11 mai : Ettore Roesler Franz, peintre italien († 26 mars 1907).
- 12 mai : Gabriel Fauré, compositeur français († 4 novembre 1924).
- 16 mai : Auguste Nayel, sculpteur français († 16 mars 1909).
- 20 mai : Hermann Emminghaus, psychiatre allemand († 17 février 1904).
- 24 mai : Madeleine Lemaire, peintre, illustratrice et salonnière française († 8 avril 1928).
- 25 mai : Eugène Grasset, graveur, affichiste et décorateur français d'origine suisse († 23 octobre 1917).
- 30 mai : Hendrikus Matheus Horrix, peintre néerlandais († 7 octobre 1923).

- 2 juin : Richard Seddon, homme politique néo-zélandais († 10 juin 1906).
- 8 juin : Enrique de Aguilera y Gamboa, archéologue, collectionneur et homme politique espagnol († 27 août 1922).
- 10 juin : Gaetano Capone, peintre italien († 1924).
- 11 juin : Bertha Schrader, peintre et lithographe allemande († 11 mai 1920).
- 17 juin : Marguerite Pinès de Merbitz, peintre française († 30 avril 1931).
- 21 juin :
  - Samuel Griffith, homme politique britannique puis australien († 9 août 1920).
  - Ludwig von Löfftz, peintre allemand († 3 décembre 1910).
- 23 juin : 
  - Émile Renouf, peintre français († 4 mai 1894).
  - Heinrich Koulen, facteur d'orgues allemand († 14 mars 1919).

- 4 juillet :
  - Édouard-Antoine Marsal, peintre et illustrateur français († 6 mars 1929).
  - Pál Szinyei Merse, peintre hongrois († 2 février 1920).
- 5 juillet : Marcus Grønvold, peintre norvégien († 10 octobre 1929).
- 20 juillet : Ernest Roman, peintre français († 25 janvier 1910).
- 24 juillet : Armand Hayem, homme de lettres et homme politique français († 1er août 1889).
- 29 juillet : Henry Ganier, magistrat, peintre, affichiste et illustrateur français († 20 septembre 1936).

- 19 août : Edmond de Rothschild, banquier français († 2 novembre 1931).
- 20 août : Gustave Michiels, compositeur, violoniste et chef d'orchestre belge († 18 novembre 1911).
- 22 août : Julius von Blaas, peintre italien († 2 août 1922).
- 25 août : Louis II de Bavière, prince de Bavière († 13 juin 1886).
- 2 septembre : Mélanie Chasselon, compositrice française († 30 mai 1923).

- 11 septembre : Émile Baudot, ingénieur en télégraphie français († 28 mars 1903).
- 22 septembre :
  - Charles Barbantan, peintre français († 2 mars 1932).
  - Maurice de Mirecki, pianiste, violoniste et compositeur français († 11 avril 1900).
- 29 septembre : Pierre Louis Léger Vauthier, peintre français († 13 janvier 1916).

- 14 octobre : Albert Maignan, peintre français († 29 septembre 1908).
- 29 octobre :Antonin Mercié, sculpteur, médailleur et peintre rançais († 13 décembre 1916).
- 30 octobre : Enrique María Repullés y Vargas, architecte espagnol († 13 septembre 1922).

- 4 novembre : Fortuné Mollot, peintre français († 22 avril 1924).
- 5 novembre : Paul Renouard, peintre et graveur français († 2 janvier 1924).
- 9 novembre : Salvador Martínez Cubells, peintre et restaurateur de peintures espagnol († 21 janvier 1914).
- 14 novembre : Ernst Perabo, compositeur, pianiste et professeur américain, d'origine allemande († 29 octobre 1920).
- 21 novembre : Benoît XV, pape italien († 22 janvier 1922).

- 2 décembre : Évariste Carpentier, peintre belge († 12 septembre 1922).
- 4 décembre : Daniel Koechlin, peintre français († 2 avril 1914).
- 11 décembre : Roger-Joseph Jourdain, peintre et illustrateur français († 18 août 1918).
- 22 décembre :
  - Fernand Cormon (Fernand Anne Piestre), peintre français († 20 mars 1924).
  - Luigi Loir, peintre, illustrateur et lithographe français († 9 février 1916).
- 27 décembre : Raffaele Faccioli, peintre italien († 2 juin 1916).

- Date précise inconnue :
  - Adolfo Belimbau, peintre italien († 1938).
  - Nikola Marković, peintre serbe († 1889).
  - César Mascarelli, peintre paysagiste français († 17 août 1905).
  - Geórgios Papadiamantópoulos, militaire et homme politique grec († 23 août 1908).
  - Francesc de Paula Sànchez i Cavagnach, compositeur catalan († 12 septembre 1918).
  - Hasan Tahsin Pacha, officier supérieur de l'armée ottomane et haut-fonctionnaire ottoman († 1918).
  - Isidoro Rosell y Torres, bibliothécaire espagnol, spécialiste de la gravure († 6 avril 1877).
  - Alfredo Tartarini, peintre italien († 1905).
  - Ali Khan Vali, homme d'État iranien († 1902).

## Décès en 1845
- 4 janvier : Louis Léopold Boilly, peintre et graveur français (° 5 juillet 1761).

- 17 février : Joseph Lakanal, homme politique français (° 14 juillet 1762).

- 5 mars : Martín Rodríguez, militaire et homme politique espagnol puis argentin (° 4 juillet 1771).

- 1er avril : Jacques Marie Anatole Le Clerc de Juigné, militaire et parlementaire français (° 25 juillet 1788).
- 15 avril : Philippe Guerrier, militaire et homme politique haïtien (° 19 novembre 1757).
- 20 avril : Thomas Phillips, peintre britannique (° 18 octobre 1770).
- 28 avril : François-Bernard Boyer-Fonfrède, industriel et homme politique français (° 1767).

- 5 mai : Godefroi Cavaignac, nouvelliste et journaliste républicain français (° 30 mai 1800).
- 12 mai : János Batsányi, écrivain hongrois (° 9 mai 1763).
- 17 mai :  Tadeáš Amadé, compositeur et pianiste slovaque (° 10 janvier 1782).
- 27 mai : Antoine-Patrice Guyot, peintre paysagiste et professeur d'art plastique français (° 4 avril 1777).

- 8 juin : Andrew Jackson, ancien président des États-Unis (° 17 mars 1767).
- 30 juin : Leonardo Alenza, peintre espagnol romantique (° 6 novembre 1807).

- 2 juillet : Ange François Blein, général d'Empire (° 26 novembre 1767).
- 11 juillet : Johann Wilhelm Meigen, entomologiste allemand (° 3 mai 1764).
- 12 juillet : Henrik Arnold Wergeland, poète romantique et nationaliste norvégien (° 17 juin 1808).
- 20 juillet :  Alexandre-Joseph Artot, violoniste et compositeur belge (° 4 février 1815).
- 23 juillet : Antonio Pasini, peintre et enlumineur de manuscrit italien (° 21 février 1770).
- 28 juillet : François-René Gebauer, bassoniste, compositeur et pédagogue français (° 15 mars 1773).

- 2 septembre : Bernardino Rivadavia, homme politique espagnol puis argentin (° 20 mai 1780).

- 23 octobre : Friedrich Matthäi, peintre allemand (° 3 mars 1777).

- 5 décembre : Antônio Carlos Ribeiro de Andrada Machado e Silva, homme politique brésilien (° 1er novembre 1773).
- 25 décembre : Wilhelm Friedrich Ernst Bach, claveciniste allemand (° 24 mai 1759).
- 30 décembre : Nicolas-Toussaint Charlet, peintre et graveur français (° 20 décembre 1792).